# Catocala neglecta
Catocala neglecta är en fjärilsart som beskrevs av Otto Staudinger 1888. Catocala neglecta ingår i släktet Catocala och familjen nattflyn. Inga underarter finns listade i Catalogue of Life.